# Blair (Nebraska)
Blair è una città degli Stati Uniti d'America, situata in Nebraska, nella contea di Washington.